# Pilobatella xena
Pilobatella xena är en kvalsterart som beskrevs av Sandór Mahunka 1977. Pilobatella xena ingår i släktet Pilobatella och familjen Haplozetidae. Inga underarter finns listade i Catalogue of Life.